# J. Michael Bailey

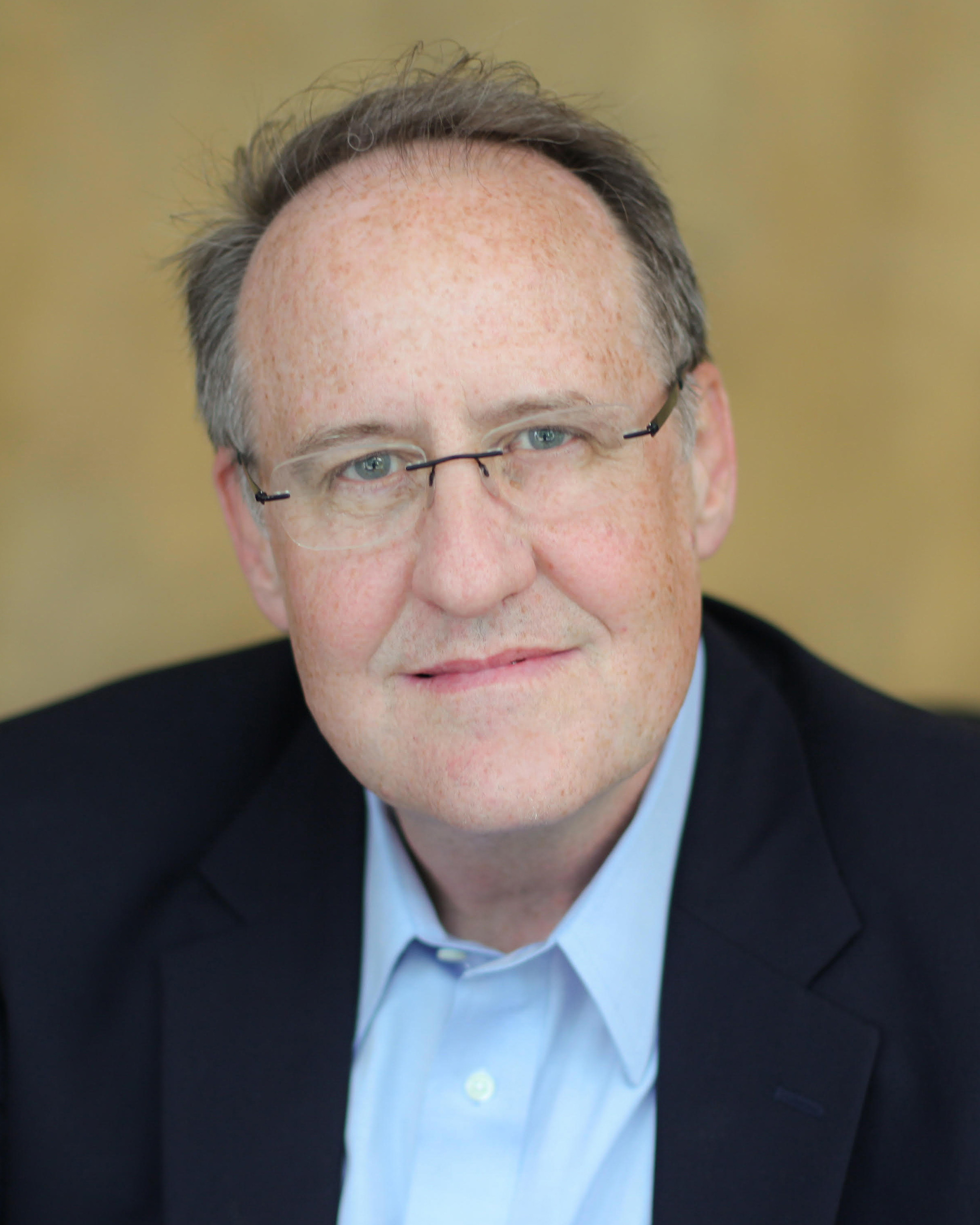
John Michael Bailey (2014)

John Michael Bailey (* 2. Juli 1957 in Lubbock) ist ein US-amerikanischer Psychologie-Professor an der Northwestern University im Bundesstaat Illinois, der insbesondere durch seine Forschungen zu den Themen Homo- und Transsexualität Bekanntheit erlangt hat.

## Wirken
Bailey studierte unter anderem Mathematik und Psychologie an der Washington University in St. Louis und der University of Texas at Austin, an welcher er 1989 promovierte. Anschließend wurde er Professor an der Northwestern University, an der er noch heute lehrt.
Der Amerikaner beschäftigt sich seit den frühen 1990er-Jahren vor allem mit den biologischen Grundlagen sexueller Orientierungen. Er stellte die Hypothese auf, dass Homosexualität eine signifikante genetische Komponente hat und untermauerte dies unter anderem durch mehrere gemeinsam mit Richard Pillard durchgeführte Zwillingsstudien. Neben weiteren Forschungen zum Thema Homosexualität setzte sich Bailey zu Beginn der 2000er-Jahre intensiv mit dem Thema Transsexualität auseinander und griff in seinem 2003 veröffentlichten Buch The Man Who Would Be Queen Ray Blanchards Erklärungsmodell für Transsexualität und Transvestitismus auf. Das Buch wurde über die Fachgrenzen hinaus kontrovers diskutiert. Für internationale Aufmerksamkeit sorgte zudem ein Seminar des Psychologie-Professors im Jahr 2011, bei dem es unter anderem zum Einsatz von Sexspielzeug kam.

## Veröffentlichungen
- J. Michael Bailey: The Man Who Would Be Queen: The Science of Gender-Bending and Transsexualism. Joseph Henry Press, 2003, ISBN 0-309-08418-0.
- J. M. Bailey, R. C. Pillard, K. Dawood, M. B. Miller, L. A. Farrer, S. Trivedi, R. L. Murphy: A family history study of male sexual orientation using three independent samples. In: Behavior Genetics. Band 29, Nr. 2, März 1999, S. 79–86, doi:10.1023/A:1021652204405, PMID 10405456
- K. Dawood, R. C. Pillard, C. Horvath, W. Revelle, J. M. Bailey: Familial aspects of male homosexuality. In: Archives of Sexual Behavior. Band 29, Nr. 2, April 2000, S. 155–163, PMID 10842723